# Zlín (huyện)
Huyện Zlín (tiếng Séc: Okres Zlín) là một huyện (okres) nằm trong vùng Zlín của Cộng hòa Séc. Huyện Zlín có diện tích 1030 km2, dân số năm 2002 là 192994 người. Thủ phủ huyện đóng ở Zlín. Huyện này có 87 khu tự quản.

## Các khu tự quản
Huyện Zlín có 87 khu tự quản sau:
Bělov -
Bohuslavice nad Vláří -
Bohuslavice u Zlína -
Bratřejov -
Březnice -
Březová -
Březůvky -
Brumov-Bylnice -
Dešná -
Dobrkovice -
Dolní Lhota -
Doubravy -
Drnovice -
Držková -
Fryšták -
Halenkovice -
Haluzice -
Horní Lhota -
Hostišová -
Hřivínův Újezd -
Hrobice -
Hvozdná -
Jasenná -
Jestřabí -
Kaňovice -
Karlovice -
Kašava -
Kelníky -
Komárov -
Křekov -
Lhota -
Lhotsko -
Lípa -
Lipová -
Loučka -
Ludkovice -
Luhačovice -
Lukov -
Lukoveček -
Lutonina -
Machová -
Mysločovice -
Napajedla -
Návojná -
Nedašov -
Nedašova Lhota -
Neubuz -
Oldřichovice -
Ostrata -
Otrokovice -
Petrůvka -
Podhradí -
Podkopná Lhota -
Pohořelice -
Poteč -
Pozlovice -
Provodov -
Racková -
Rokytnice -
Rudimov -
Šanov -
Šarovy -
Sazovice -
Sehradice -
Slavičín -
Slopné -
Slušovice -
Spytihněv -
Štítná nad Vláří-Popov -
Tečovice -
Tichov -
Tlumačov -
Trnava -
Ublo -
Újezd -
Valašské Klobouky -
Velký Ořechov -
Veselá -
Vizovice -
Vlachova Lhota -
Vlachovice -
Vlčková -
Všemina -
Vysoké Pole -
Zádveřice-Raková -
Želechovice nad Dřevnicí -
Zlín -
Žlutava